# De Havilland Canada

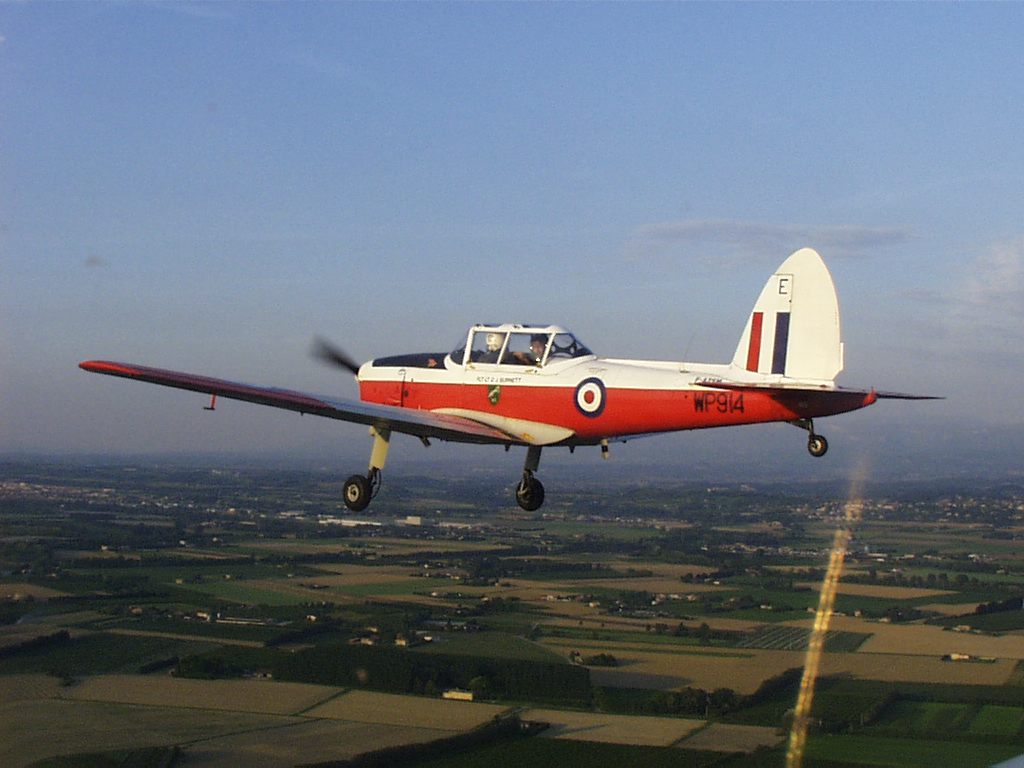
De Havilland Canada DHC-1 Chipmunk

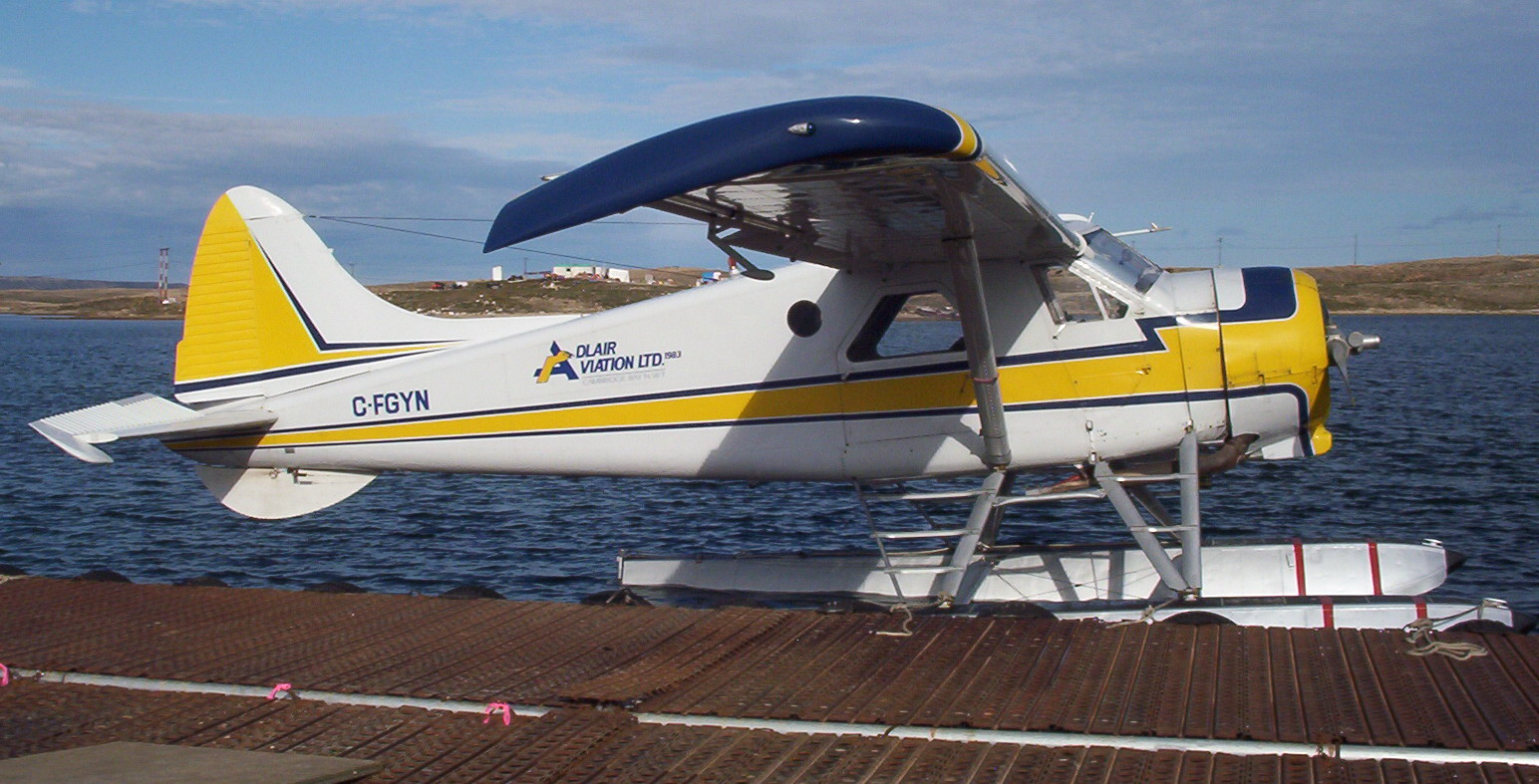
De Havilland Canada DHC-2 Beaver

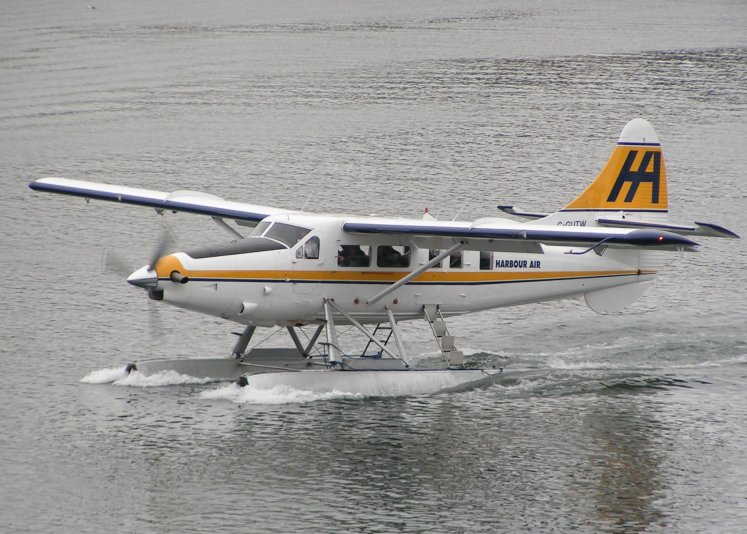
De Havilland Canada DHC-3 Otter

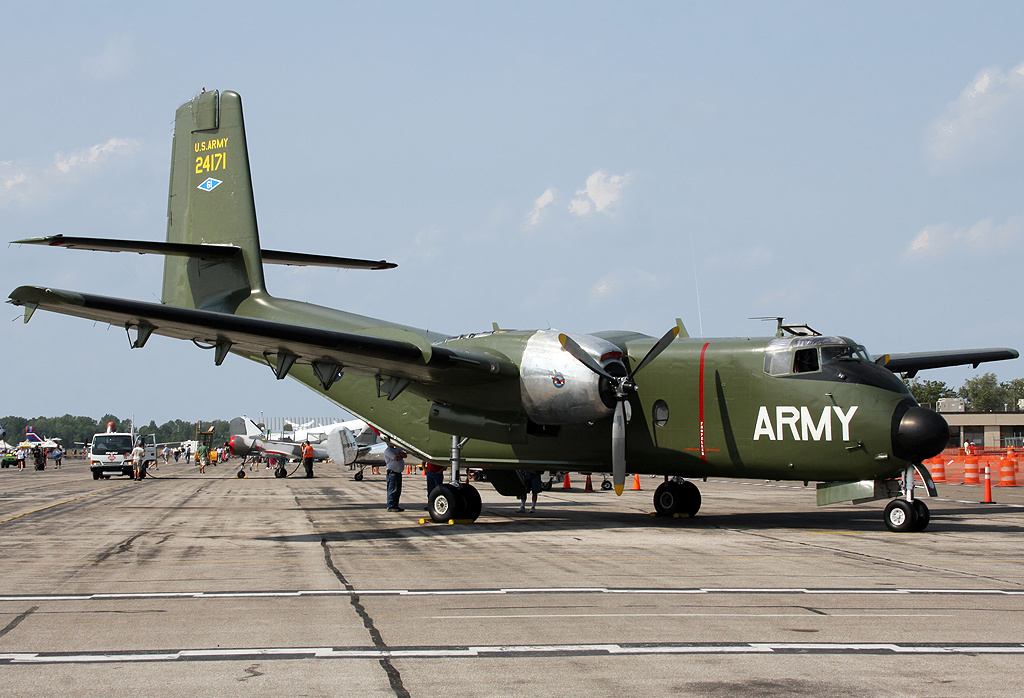
De Havilland Canada DHC-4 Caribou

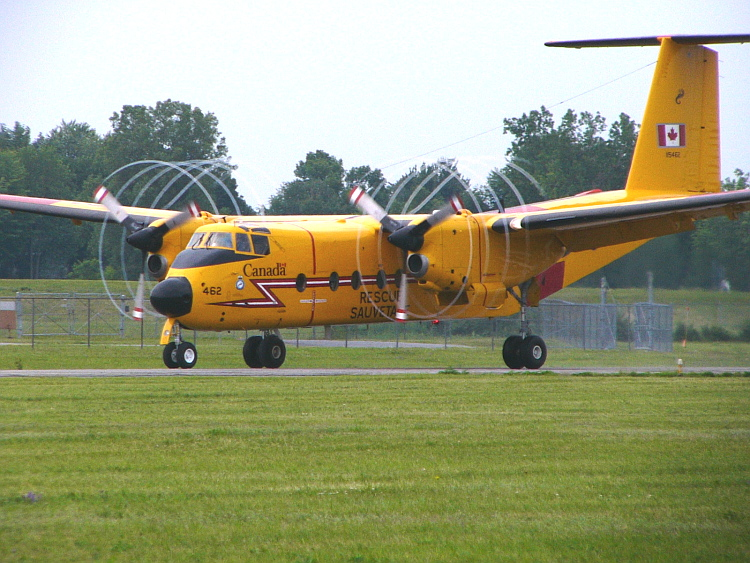
De Havilland Canada DHC-5 Buffalo

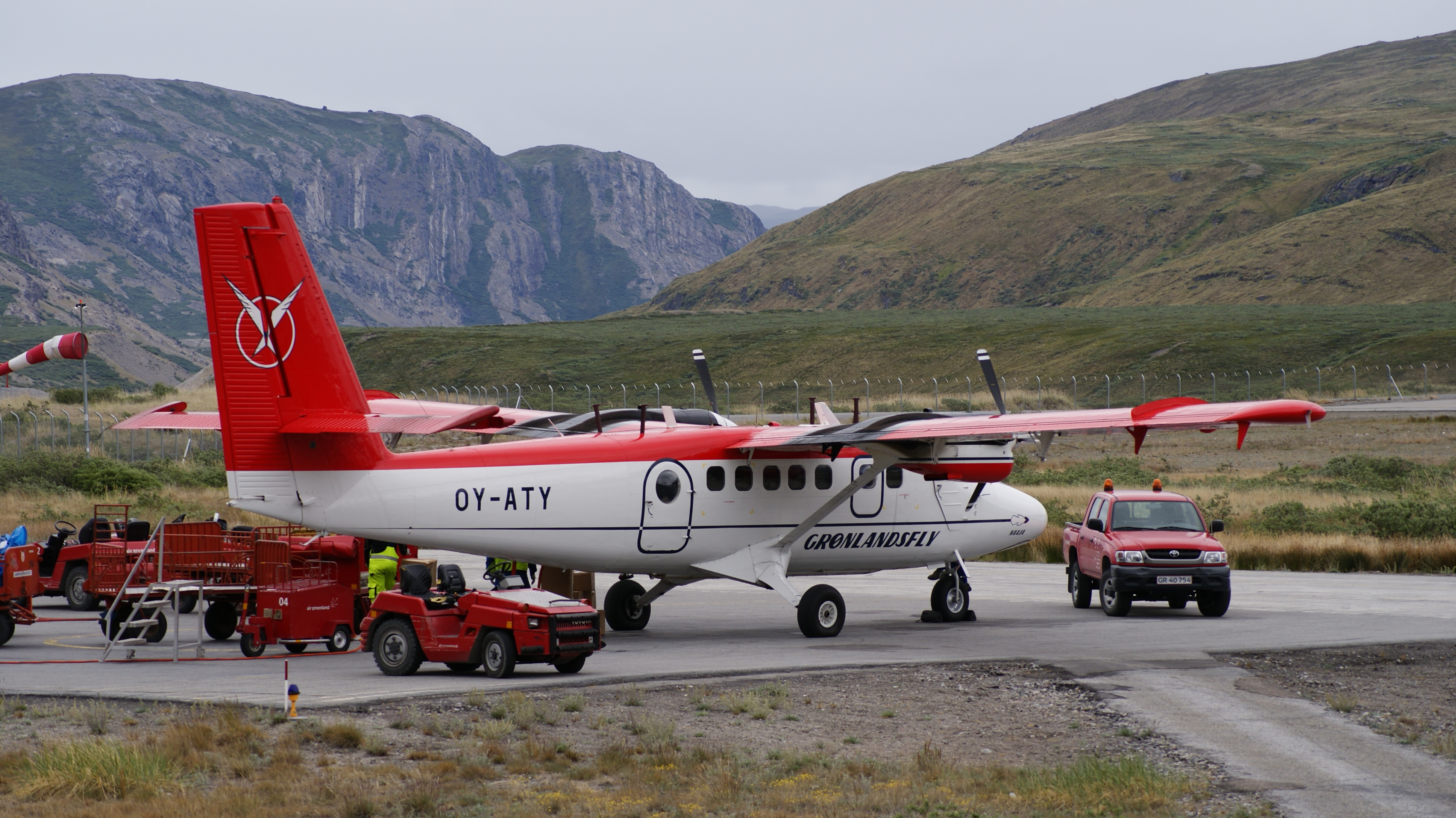
De Havilland Canada DHC-6 Twin Otter

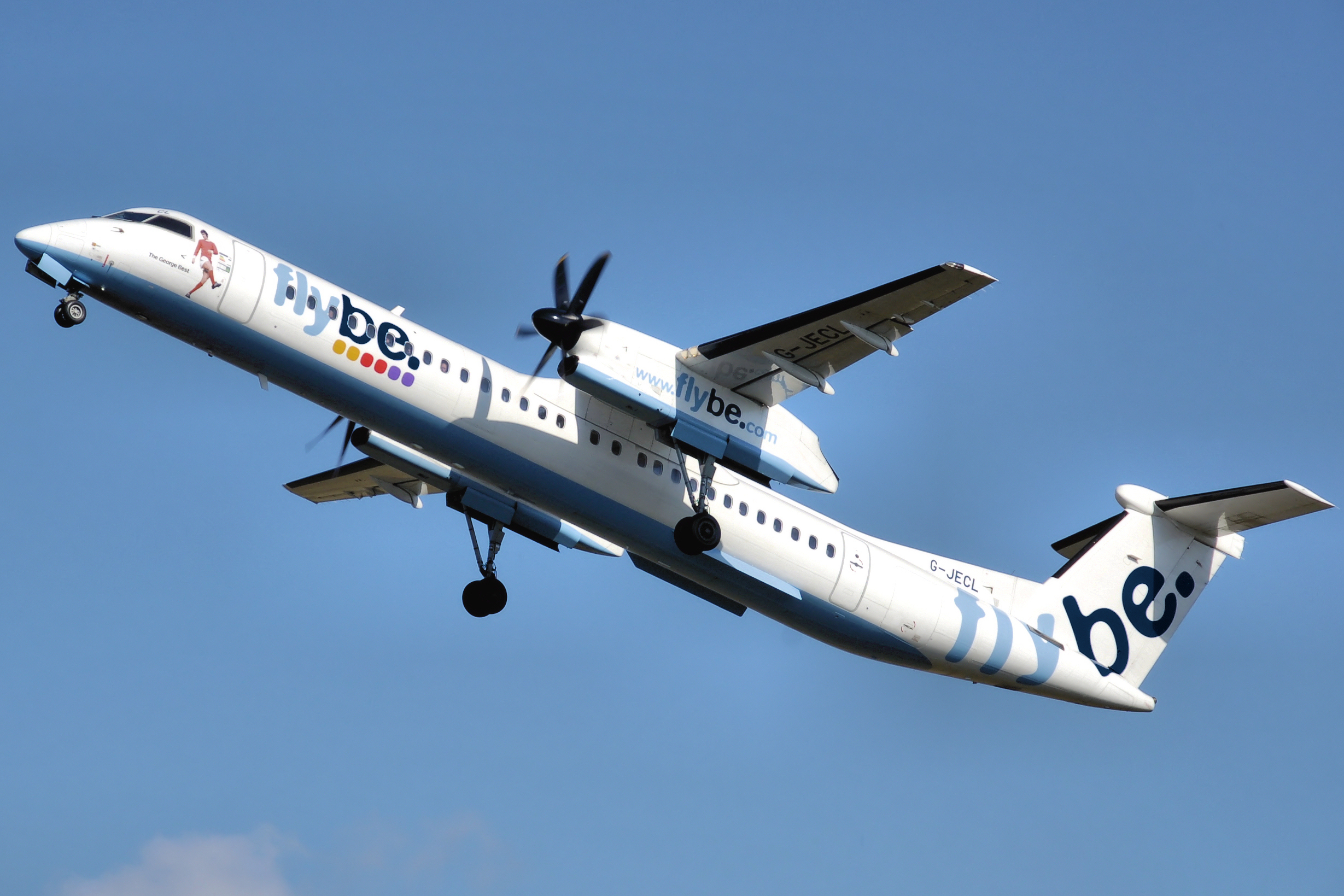
Bombardier Q Series

De Havilland Aircraft of Canada Ltd. – kanadyjska wytwórnia lotnicza założona w 1928 jako filia brytyjskiej de Havilland Aircraft Company. Od 1992 roku de Havilland Canada jest częścią Bombardier Aerospace. Zakłady produkcyjne od 1929 roku mieszczą się w dzielnicy Toronto, Downsview.

## Historia

### Początki
Kanadyjska filia została założona w 1928 roku. Początkowo jej siedzibą było lotnisko De Lesseps w Toronto aby w 1929 roku przenieść się na lotnisko Downsview Park mieszczące się w dzielnicy Downsview. Pierwszymi wyprodukwanymi w wytwórni samolotami były brytyjskie, dwupłatowe de Havilland Tiger Moth. Pierwszy wyprodukowany w Kanadzie egzemplarz wzniósł się do swojego dziewiczego lotu w październiku 1931 roku. Do czasu wybuchu II wojny światowej kanadyjski zakład wyprodukował ponad półtora tysiąca samolotów tego typu oraz jego wersji. W produkcji znajdowały się również dwupłatowe de Havilland Dragon Rapide, de Havilland DH.60 Moth i de Havilland Fox Moth. W czasie wojny w de Havilland Canada ulokowano produkcje samolotów de Havilland Mosquito. Łącznie w Kanadzie wybudowano 1134 egzemplarze maszyny.

### Okres powojenny
Po zakończeniu wojny firma bazując na doświadczeniach w produkcji szkolnego Tiger Moth zaprojektowała i zbudowała samolot treningowy de Havilland Canada DHC-1 Chipmunk, który do swojego pierwszego lotu wzbił się w 1946 roku. Jego głównym konstruktorem był Polak, Wsiewołod Jakimiuk. Był to pierwszy całkowicie metalowy samolot wytwórni. Maszyna zyskała sobie dużą popularność zapewniając firmie sukces komercyjny. Łącznie w Kanadzie, Wielkiej Brytanii i Portugalii wyprodukowano 1283 maszyny. Po ponad pół wieku samoloty do dziś można zobaczyć w locie. Jakimiuk brał również udział w pracach nad kolejnym sukcesem firmy jakim stał się samolot ogólnego przeznaczenia de Havilland Canada DHC-2 Beaver. Była to maszyna o właściwościach krótkiego startu i lądowania (STOL - Short Take-Off and Landing). Samoloty o tego typu możliwościach stały się wizytówką de Havilland Canada. W 1953 roku w swój dziewiczy lot wzbił się jednosilnikowy de Havilland Canada DHC-3 Otter, następny samolot o właściwościach STOL. Wybudowano prawie pół tysiąca tych samolotów, które znalazły swoich nabywców na całym świecie. Wersją rozwojową Ottera był dwusilnikowy de Havilland Canada DHC-6 Twin Otter. Samolot również charakteryzujący się właściwościami STOL. Maszynę produkowano w latach 1965–1988, konstrukcja okazała się być na tyle udana i tak szeroko stosowana, że w 2006 roku, prawa do jej produkcji kupiła amerykańska firma Viking Air wprowadzając samolot ponownie na rynek. Jedna z modyfikacji kanadyjskich Twin Otter i Beaver polegała na zastosowaniu w samolotach silników o polskim rodowodzie. Jednostki PZL-3 stosowanej w rolniczej maszynie PZL-106 Kruk oraz ASz-62IR, radzieckim silniku produkowanym przez Wytwórnię Sprzętu Komunikacyjnego "PZL-Kalisz". W 1958 roku w powietrze wzbił się samolot transportowy de Havilland Canada DHC-4 Caribou a sześć lat później jego następca De Havilland Canada DHC-5 Buffalo. Obydwie maszyny tradycyjnie o cechach STOL i obydwie znalazły szerokie zastosowanie wśród użytkowników cywilnych oraz wojskowych. Jednym z wojskowych użytkowników są bardzo wymagające względem parametrów swojego sprzętu, United States Air Force. Produkowanym od 1975 roku samolotem De Havilland Canada DHC-7 Dash-7 wytwórnia weszła na rynek cywilnych samolotów pasażerskich komunikacji regionalnej (do podobnych celów wykorzystywany jest również Twin Otter). Pasażerski samolot o cechach STOL sprawdził się doskonale operując z niewielkich lotnisk małych przewoźników regionalnych. Jego następcą został de Havilland Canada DHC-8 Dash-8, znany obecnie jako Bombardier Q Series. Samolot tańszy w eksploatacji niż swój poprzednik ale również posiadający właściwości STOL. Samolot jest nadal rozwijany prowadzone są dalsze prace nad jego modyfikacjami. Do dziś wybudowano ponad 1000 samolotów DHC-8.

### Przejęcie
Polowa lat 80. ubiegłego wieku to okres, w którym kanadyjską wytwórnie zaczęły trapić kłopoty finansowe. W ich efekcie firma została wystawiona na sprzedaż. 31 stycznia 1986 roku wytwórnia została przejęta przez Boeinga stając się The de Havilland Company of Canada, a Division of Boeing of Canada. Mariaż z amerykańskim gigantem nie trwał jednak długo i już sześć lat później wytwórnie ponownie wystawiono na sprzedaż. Wśród zainteresowanych jej kupnem był Avions de transport régional (Aerei da Trasporto Regionale) producent konkurencyjnych względem DHC-8 maszyn ATR 42 i ATR 72. Ostatecznym właścicielem wytwórni został w 1992 roku kanadyjski Bombardier Aerospace.

### Powrót
8 listopada 2018 roku kanadyjska firma Longview Aviation Capital podpisała porozumienie z Bombardier Aerospace o zakupie praw do produkcji i serwisowania samolotu Bombardier Q400, będącym w istocie rzeczy maszyną De Havilland Canada Dash 8. Finalny zakup zrealizowany został 3 czerwca 2019 roku. Obok certyfikatów Dash-8-100/200/300, Longview Aviation Capital przejęła prawa do nazwy kanadyjskiej wytwórni. Tym samym, ponownie na rynek samolotów regionalnych wraca marka De Havilland Canada, bo pod taką nazwą ma funkcjonować nowy podmiot odpowiedzialny za produkcję i serwis. Dokładna nazwa ma brzmieć de Havilland Aircraft of Canada Limited.